# Hookesches Gesetz

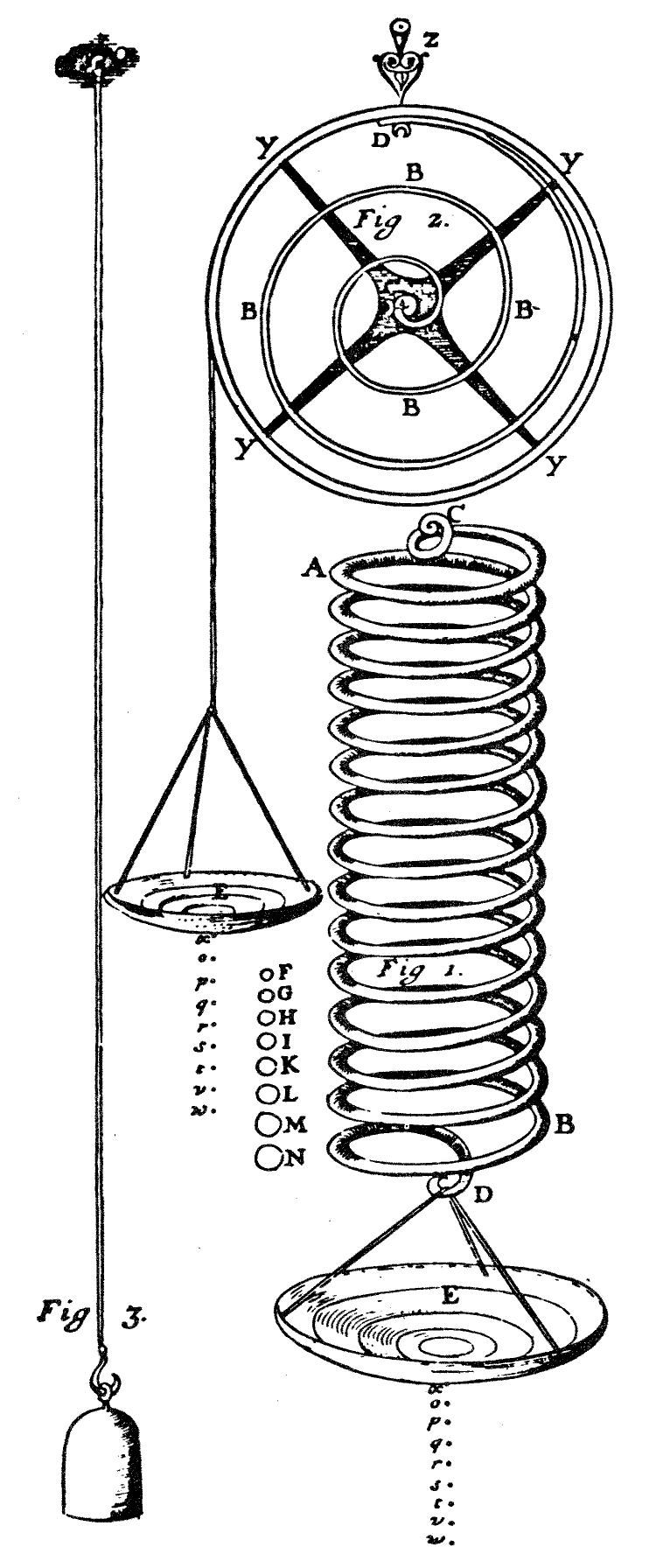
Hookes Versuchsanordnung

Das hookesche Gesetz (nach Robert Hooke, der es 1676 als Anagramm und 1678 aufgelöst publizierte) ist das Materialmodell für die lineare elastische Verformung von Festkörpern (linear-elastisches Verhalten).
Im  eindimensionalen Fall ist in diesem Modell wie bei der von Hooke untersuchten Feder im Bild die Verformung proportional zur einwirkenden Belastung. Jeder Werkstoff,:272 auch Beton oder Keramik, besitzt eine Elastizitätsgrenze, innerhalb derer er sich elastisch verhält: Unter einer einwirkenden Kraft verändert er seine Form und bei Wegfall dieser Kraft kehrt er in die Ursprungsform zurück, so wie die Feder. Gummi kann sich auch nicht-linear elastisch verhalten; bei hinreichend kleinen Verzerrungen (in erster Ordnung) verhält sich jedoch jedes isotrope Material − auch Gummi − gemäß dem hookeschen Gesetz linear elastisch.:365 Die Navier-Cauchy-Gleichungen sind die Bewegungsgleichungen für Körper aus linear-elastischem Material.
Nicht-lineares Verhalten wie plastische Verformung kündigt oft Materialversagen an, das es im Maschinenbau und Bauwesen zu vermeiden gilt. Das hookesche Gesetz findet deshalb breite Anwendung in der Festigkeitslehre und auch in der  linear-elastischen Bruchmechanik. In rheologischen Modellen wird das Gesetz durch das Hooke-Element repräsentiert.

## Geschichte
Im Jahr 1676 veröffentlichte Robert Hooke in einem Postskriptum seiner Arbeit „A description of helioscopes, and some other instruments“ seine Erfindung über „Die wahre Theorie der Elastizitat oder Federkraft“ in Form des Anagramms „ceiiinosssttuv.“ Im 1678 erschienenen Werk „De Potentia Restitutiva, or of Spring Explaining the Power of Springing Bodies“ verriet er den Sinn des Anagramms: lateinisch Ut tensio sic vis ‚Die Kraft [jeder Feder] verhält sich wie ihre Auslenkung.‘ Hooke untersuchte dabei Spiralfedern, wie im einleitenden Bild, oder verbiegende Holzstücke. Er unterschied schon Zug-, Druck- und Biegebeanspruchung und sprach indirekt schon die Existenz der neutralen Faser aus. Er behandelte als erster die  harmonische Schwingung von Massen, die durch Federn bewegt werden, und erkannte die dabei − infolge der Linearisierung − auftretende Isochronie.
Ohne Hooke zu erwähnen, haben Gottfried Wilhelm Leibniz 1684 und Edme Mariotte 1686 ebenfalls lineare Elastizität bei der Balkenbiegung verwendet, und erst ab Mitte des 19. Jahrhunderts wurde Hooke die Urheberschaft für die lineare Elastizitätsbeziehung zugesprochen.
Heute wird unter dem hookeschen Gesetz der lineare Zusammenhang zwischen mechanischer Spannung σ und Dehnung Δl/l wie beispielsweise im einachsigen Zugversuch gemäß:356 ff.
Δl/l = σ/E
verstanden. Die Spannung wurde erst 1755 von Leonhard Euler (in der Hydromechanik in Form des Drucks:253) und der Elastizitätsmodul E von Claude Louis Marie Henri Navier um das Jahr 1826 eingeführt,:392 also über 80 Jahre nach Hooke’s Arbeiten. Die kontinuumsmechanische Formulierung mittels Tensoren initiierte Augustin-Louis Cauchy im Jahr 1822.:395
Die molekulare Theorie von Poisson und Cauchy sagt voraus, dass lediglich ein Parameter genügt, um isotrope linear elastische Materialien zu beschreiben, genauer dass die ersten beiden Lamé-Konstanten identisch sind, was eine Poissonzahl ν=¼ erzwingt. G. Wertheim konnte jedoch 1848 experimentell zeigen, dass für einige isotrope Materialien ν≠¼ ist, sodass zwei Parameter gebraucht werden, um solche Materialien darzustellen.:96f

## Formulierungen

### Hookesches Gesetz für Federsysteme

Federdehnung durch Gewichtskraft. (Sowie Parallelschaltung von Federn)

Hooke beobachtete, dass die Auslenkung {\displaystyle \Delta l} (~x im Bild) einer Feder linear von der wirkenden Kraft {\displaystyle F} abhängt. Bei den Schraubenfedern im Bild zeigt sich das lineare Verhalten bei Belastung mit einem Gewicht. Nach Verdoppelung des Gewichts tritt auch eine doppelte Längenänderung auf. Heute wird das als Formel folgendermaßen ausgedrückt:
{\displaystyle F=D\cdot \Delta l} beziehungsweise {\displaystyle \Delta l={\frac {F}{D}}}
Der Proportionalitätsfaktor {\displaystyle D} verkörpert die Federsteifigkeit. 
Diese Eigenschaft ist maßgeblich zum Beispiel für die Verwendung von Metallfedern als Kraftmesser und in Waagen. Bei anderen Materialien – wie zum Beispiel Gummi – kann der Zusammenhang zwischen einwirkender Kraft und Ausdehnung nicht-linear sein.
Das hookesche Gesetz findet nicht nur in der Mechanik, sondern auch in anderen Bereichen der Physik Anwendung. In der Quantenmechanik etwa lässt sich für hinreichend kleine {\displaystyle \Delta l} über die Anwendung des hookeschen Gesetzes der quantenmechanische harmonische Oszillator beschreiben. Ein weiteres Beispiel ist die Molekularphysik. Hier kann, analog zur Federkonstanten, die Linearität zu {\displaystyle \Delta l} durch eine Kraftkonstante ausgedrückt werden. Diese Kraftkonstante beschreibt dann die Stärke einer chemischen Bindung.
Die in einer Feder durch Dehnung entstehende potenzielle Energie wird folgendermaßen berechnet. Gegeben ist eine Auslenkung {\displaystyle x} aus der Ruhelage (Gleichgewichtslage) bei {\displaystyle x=0}. Die (äußere) Federkraft {\displaystyle F} ist proportional zur Auslenkung, {\displaystyle F=D\,x}, und der (inneren) Rückstellkraft, {\displaystyle F_{r}=-D\,x}, entgegengerichtet. Die Rückstellkraft verrichtet entlang der Verschiebung {\displaystyle x} die innere Arbeit:55f
{\displaystyle W_{i}:=\int \limits _{0}^{x}F'_{r}\,\mathrm {d} x'=-\int \limits _{0}^{x}D\,x'\,\mathrm {d} x'=-\left[{\frac {D}{2}}{x'}^{2}\right]_{0}^{x}=-{\frac {D}{2}}\,x^{2}}
Diese innere Arbeit wird nach Entlastung vollständig zurückgewonnen, womit sich die Federkraft als konservative Kraft herausstellt. Die verrichtete Arbeit war in der Feder gespeichert, und eine Arbeit mit dieser besonderen Eigenschaft wird bis auf ein aus formalen Gründen noch zu berücksichtigendes Minuszeichen als potenzielle Energie oder Potenzial {\displaystyle (E_{\text{pot}},\,V)} bezeichnet, hier als die Formänderungsenergie
{\displaystyle W=-W_{i}={\frac {D}{2}}\,x^{2}}
Dies ist das für viele Modellrechnungen wichtige harmonische Potenzial (proportional zu {\displaystyle x^{2}}).

### Eindimensionaler Fall
Auf einen schlanken, homogenen, geraden Stab der Länge {\displaystyle l_{0}} und konstanter Querschnittsfläche {\displaystyle A} wirkt eine Kraft {\displaystyle F} entlang der Stabachse. Die Störung des Spannungs- und Verzerrungszustandes im Einspann- und Krafteinleitungsbereich kann nach dem Prinzip von St. Venant beim schlanken Stab vernachlässigt werden. Bezogen auf die Querschnittsfläche ergibt sich die mechanische Spannung:19
{\displaystyle \sigma ={\frac {F}{A}}}
in jedem Teilchen auf einer Querschnittsfläche senkrecht zur Stabachse. Der Stab wird durch die Kraft auf die Länge {\displaystyle \ell } gestreckt oder gestaucht, was die Dehnung
{\displaystyle \varepsilon :={\frac {\ell -l_{0}}{l_{0}}}=:{\frac {\Delta l}{l_{0}}}}
definiert. Im homogenen Stab wird unter statischen Bedingungen jedes seiner Volumenelemente dieselbe Dehnung in Stabrichtung erfahren. Es zeigt sich, dass jedes Material im Spannungs-Dehnungs-Diagramm in der Nähe des Ursprungs eine lineare Kennlinie besitzt, deren Steigung der Elastizitätsmodul ist:
{\displaystyle E:={\frac {\sigma }{\varepsilon }}\quad \rightarrow \quad \sigma =E\cdot \varepsilon }
Letzteres wird in der Technischen Mechanik Hookesches Gesetz genannt (gelegentlich mit dem Zusatz „im eindimensionalen Fall“).
Einsetzen der ersten beiden Formeln in die letzte und Umstellen ergibt obiges #Hookesches Gesetz für Federsysteme
{\displaystyle F=\underbrace {\frac {E\cdot A}{l_{0}}} _{D}\cdot \Delta l=D\cdot \Delta l}
ist aber beim schlanken Stab auf kleine Dehnungen (<3−8 %) eingeschränkt, siehe #Anwendungsbereiche und Limitierungen. Das hookesche Gesetz für elastische Materialien ist auch bei mehrachsigen Belastungen sowie Superpositionen hiervon anwendbar und ist eine Verallgemeinerung des hookeschen Gesetzes für Federn.

### Verallgemeinertes hookesches Gesetz
Im allgemeinen Fall wird das hookesche Gesetz durch eine lineare Tensorgleichung (4. Stufe) ausgedrückt, siehe #Elastizitätstensor:
σ = ℂ ε,
mit dem Spannungstensor σ und dem Verzerrungstensor ε, die bezüglich der Standardbasis durch 3×3-Matrizen dargestellt werden können. Der Elastizitätstensor ℂ, der die elastischen Eigenschaften der deformierbaren Materie repräsentiert, weist 81 Komponenten {\displaystyle C_{ijkl},\;i,j,k,l=1,\dotsc ,3} auf und ist daher schwierig zu handhaben. Der Spannungs- und der Verzerrungstensor sind symmetrisch und besitzen nur sechs unabhängige Komponenten, sodass {\displaystyle C_{ijkl}=C_{ijlk}} und {\displaystyle C_{ijkl}=C_{jikl}} gesetzt werden kann und nur noch 36 Koeffizienten benötigt werden. Aus thermodynamischen Überlegungen ergibt sich, dass auch {\displaystyle C_{ijkl}=C_{klij}}, siehe Sätze über Hyperelastizität. Die Anzahl der unabhängigen Konstanten {\displaystyle C_{ijkl}} reduziert sich damit weiter auf maximal 21.
Die Voigtsche Notation überführt das hookesche Gesetz in eine einfacher zu handhabende Matrizengleichung, in der die elastischen Konstanten anhand des Schemas 11 → 1, 22 → 2, 33 → 3, 23 → 4, 31 → 5, 12 → 6 mittels {\displaystyle C_{IJ},I,J=1,\dotsc ,6} in einer symmetrischen 6×6-Matrix und die Verzerrungen und Spannungen in sechskomponentige Spaltenvektoren eingelagert werden:
{\displaystyle {\begin{bmatrix}\sigma _{1}\\\sigma _{2}\\\sigma _{3}\\\sigma _{4}\\\sigma _{5}\\\sigma _{6}\end{bmatrix}}={\begin{bmatrix}C_{11}&C_{12}&C_{13}&C_{14}&C_{15}&C_{16}\\&C_{22}&C_{23}&C_{24}&C_{25}&C_{26}\\&&C_{33}&C_{34}&C_{35}&C_{36}\\&&&C_{44}&C_{45}&C_{46}\\&{\text{sym.}}&&&C_{55}&C_{56}\\&&&&&C_{66}\end{bmatrix}}{\begin{bmatrix}\varepsilon _{1}\\\varepsilon _{2}\\\varepsilon _{3}\\\varepsilon _{4}\\\varepsilon _{5}\\\varepsilon _{6}\end{bmatrix}}}
Damit das Skalarprodukt der Spaltenvektoren für die Verzerrungen und Spannungen gleich dem der entsprechenden Tensoren ist, sind die Einträge {\displaystyle \varepsilon _{4,5,6}} Gleitungen, d. h.
{\displaystyle \varepsilon _{4}=2\,\varepsilon _{23},\,\varepsilon _{5}=2\,\varepsilon _{31},\,\varepsilon _{6}=2\,\varepsilon _{12}}
Aufgrund der Tatsache, dass anisotrope Körper in der Realität meist kristallin sind und nur eine beschränkte Anzahl Kristallgitter bekannt sind, können real existierende elastische Materialien in 13 Gruppen eingeteilt werden:
1. Isotropie mit zwei Konstanten wie hier dargestellt,
2. Trikline Anisotropie mit 21 Konstanten,
3. Monokline Anisotropie mit 13 Konstanten,
4. Orthotropie mit neun Konstanten,
5. Tetragonale Anisotropie in zwei Varianten mit sechs bzw. sieben Konstanten,
6. Kubische Anisotropie in zwei Varianten mit drei Konstanten,
7. Hexagonale Anisotropie in vier Varianten mit fünf bis sieben Konstanten und
8. Transversale Isotropie mit fünf Konstanten.

## Anwendungsbereiche und Limitierungen
Die linear elastische Feder findet breite Anwendung in der Schwingungslehre und damit in der Modalanalyse, Starrkörpersimulation und verwandten Disziplinen. Wie in der Einleitung bereits mitgeteilt wird das hookesche Gesetz in der Festigkeitslehre benutzt, insbesondere in den Energiemethoden wie dem Satz von Castigliano oder dem Satz von Betti. Die Strukturmechanik wendet es in der Balken-, Scheiben-, Platten- und Schalentheorie an. Spannungsfunktionen wie die Airysche Spannungsfunktion basieren auf dem hookeschen Gesetz.
Das hookesche Gesetz gilt nur innerhalb der Elastizitätsgrenze, solange die Federn nicht überdehnt werden, das Material nicht plastisch fließt oder bricht. Aber auch geschwindigkeitsabhängiges Materialverhalten wie Kriechen wird nicht abgebildet. 
Die klassische Theorie für den linear-elastischen Festkörper, wie sie im technischen Bereich noch heute angewendet und hier dargestellt wird, gilt nur im geometrisch linearen Bereich mit Verzerrungen, die klein gegen eins sind (<3−8 %). Ein hiermit vermiedenes Problem zeigt sich beim Stab im Abschnitt #Eindimensionaler Fall. Denn die Dehnung {\displaystyle \varepsilon :={\tfrac {\ell -l_{0}}{l_{0}}}} ist bei Kompression auf die Länge {\displaystyle \ell =0} gleich {\displaystyle \varepsilon ={\tfrac {0-l_{0}}{l_{0}}}=-1} und die Spannung {\displaystyle \sigma =E\cdot \varepsilon =-E} ist endlich, was beim zusammengepressten Stab physikalisch unsinnig ist.
Auch die #Erweiterung auf große Deformationen liefert nur bei moderaten Deformationen physikalisch plausible Antworten, siehe die Beispielrechnung im Artikel Kontinuumsmechanik. Die eindeutige Lösbarkeit von Randwertaufgaben, in denen elastische Körper vorkommen, erfordert, dass deren Formänderungsenergie eine koerzitive polykonvexe Funktion ist. Dies hätte zur Folge, dass das Zusammenpressen eines Stabes auf Nulllänge unendlich große Spannungen verlangen würde, was das hookesche Gesetz nicht hergibt. Mögliche Abhilfen für dieses Problem sind bei Polykonvexe Funktion nachzuschlagen.

## Isotrope Medien

### Schreibweise in Voigtscher Notation
Im Spezialfall isotroper linear elastischer Medien werden nur zwei elastische Konstanten gebraucht, um die #Matrizengleichung aufzuschreiben. Mit den Lamé-Konstanten λ und μ, die beide vom Werkstoff bestimmt sind, lautet sie:
{\displaystyle {\begin{bmatrix}\sigma _{1}\\\sigma _{2}\\\sigma _{3}\\\sigma _{4}\\\sigma _{5}\\\sigma _{6}\end{bmatrix}}={\begin{bmatrix}\lambda +2\,\mu &\lambda &\lambda &0&0&0\\\lambda &\lambda +2\,\mu &\lambda &0&0&0\\\lambda &\lambda &\lambda +2\,\mu &0&0&0\\0&0&0&\mu &0&0\\0&0&0&0&\mu &0\\0&0&0&0&0&\mu \end{bmatrix}}{\begin{bmatrix}\varepsilon _{1}\\\varepsilon _{2}\\\varepsilon _{3}\\\varepsilon _{4}\\\varepsilon _{5}\\\varepsilon _{6}\end{bmatrix}}}
In der Technischen Mechanik werden oft stattdessen der Elastizitätsmodul E (englisch Young’s modulus) und die Querkontraktionszahl ν (englisch Poisson’s ratio) benutzt, die daher auch Ingenieurskonstanten genannt werden.:96 Mit
{\displaystyle \lambda ={\frac {E\,\nu }{(1+\nu )(1-2\,\nu )}},\quad \mu ={\frac {E}{2(1+\nu )}}}
entsteht
{\displaystyle {\begin{bmatrix}\sigma _{1}\\\sigma _{2}\\\sigma _{3}\\\sigma _{4}\\\sigma _{5}\\\sigma _{6}\end{bmatrix}}={\frac {E}{(1+\nu )(1-2\nu )}}{\begin{bmatrix}1-\nu &\nu &\nu &0&0&0\\&1-\nu &\nu &0&0&0\\&&1-\nu &0&0&0\\&&&{\frac {1-2\nu }{2}}&0&0\\&{\text{sym.}}&&&{\frac {1-2\nu }{2}}&0\\&&&&&{\frac {1-2\nu }{2}}\end{bmatrix}}{\begin{bmatrix}\varepsilon _{1}\\\varepsilon _{2}\\\varepsilon _{3}\\\varepsilon _{4}\\\varepsilon _{5}\\\varepsilon _{6}\end{bmatrix}}}
Die umgekehrte Relation lautet
{\displaystyle {\begin{bmatrix}\varepsilon _{1}\\\varepsilon _{2}\\\varepsilon _{3}\\\varepsilon _{4}\\\varepsilon _{5}\\\varepsilon _{6}\end{bmatrix}}={\frac {1}{E}}{\begin{bmatrix}1&-\nu &-\nu &0&0&0\\&1&-\nu &0&0&0\\&&1&0&0&0\\&&&2(1+\nu )&0&0\\&{\text{sym.}}&&&2(1+\nu )&0\\&&&&&2(1+\nu )\end{bmatrix}}{\begin{bmatrix}\sigma _{1}\\\sigma _{2}\\\sigma _{3}\\\sigma _{4}\\\sigma _{5}\\\sigma _{6}\end{bmatrix}}}.

### Materialversuche
Materialversuche dienen der Identifikation der Materialparameter und werden so ausgelegt, dass die Materialparameter klar zu Tage treten. Bei drei speziellen Belastungen
1. Zugversuch,
2. Torsion und
3. allseitiger Druck

stellen sich quasi eindimensionale Verhältnisse ein, sodass die elastischen Konstanten leicht zu ermitteln sind.
Zugversuch
Bei Zug in 1-Richtung ist {\displaystyle \sigma _{1}\neq 0,\sigma _{2,\dots ,6}=0} und daher:96
{\displaystyle \varepsilon _{1}={\frac {1}{E}}\sigma _{1},\;\varepsilon _{2}=\varepsilon _{3}=-{\frac {\nu }{E}}\sigma _{1}=-\nu \varepsilon _{1},\;\varepsilon _{4,5,6}=0}
siehe auch #Eindimensionaler Fall.
Torsion
Im Kreiszylinder mit Achse in 3-Richtung tritt hier reine Scherung in der 12-Ebene auf, sodass nur die 6-Komponenten besetzt sind und nur eine aussagekräftige Gleichung übrig bleibt:
{\displaystyle \sigma _{6}={\frac {E}{2(1+\nu )}}\,\varepsilon _{6}=G\,\varepsilon _{6},\quad G:={\frac {E}{2(1+\nu )}}}
Darin ist G der Schubmodul und {\displaystyle \sigma _{6}=\sigma _{12},\,\varepsilon _{6}=2\varepsilon _{12}} zu beachten.
Allseitiger Druck
Hier sind die Normalspannungen gleich dem negativen Druck, {\displaystyle \sigma _{1,2,3}=-p}, Schubspannungen treten nicht auf, {\displaystyle \sigma _{4,5,6}=0}, und die Normaldehnungen sind alle gleich:
{\displaystyle \varepsilon _{1,2,3}={\frac {1}{E}}(1-\nu -\nu )\cdot (-p)\;\rightarrow \;-p={\frac {E}{1-2\nu }}\varepsilon _{1,2,3}}
Die Volumendehnung ist {\displaystyle \varepsilon _{v}=\varepsilon _{1}+\varepsilon _{2}+\varepsilon _{3}}, sodass sich
{\displaystyle -p=K\,\varepsilon _{v},\quad K:={\frac {E}{3(1-2\nu )}}}
ergibt, worin K der Kompressionsmodul ist.:97

### Anforderungen an die Konstanten
Um physikalisch Sinn zu machen, muss das Material den Stabilitätskriterien genügen,
- dass es sich in Zugrichtung streckt, wenn man daran zieht, und nicht staucht,
- dass sich ein Zylinder bei Torsion im Sinn des angreifenden Drehmoments verwindet, und nicht dazu entgegengesetzt, und
- dass sich das Material unter Druck komprimiert und nicht expandiert.

Diese Kriterien entsprechen genauer der Forderung aus der Thermodynamik, dass die Formänderungsenergie bei Deformationen positiv ist. Die Formänderungsenergie berechnet sich in den quasi einachsigen #Materialversuchen, für die eine Spannungs-Dehnungs-Beziehung der Form σ=Cε charakteristisch ist, aus dem bestimmten Integral
{\displaystyle w(\varepsilon ):=\int _{0}^{\varepsilon }\sigma '\,{\rm {d}}\varepsilon '=\int _{0}^{\varepsilon }C\varepsilon '\,{\rm {d}}\varepsilon '=\left[{\frac {C}{2}}{\varepsilon '}^{2}\right]_{0}^{\varepsilon }={\frac {C}{2}}\varepsilon ^{2}}
Damit dieser Wert für alle ε≠0 positiv ist, muss C positiv sein. Die Tabelle führt die Folgerungen hieraus im einzelnen auf.
| Belastung         | Ungleichung                                                                                     | Folgerung                                   |
| ----------------- | ----------------------------------------------------------------------------------------------- | ------------------------------------------- |
| Zug               | {\displaystyle \varepsilon _{xx}\neq 0\;\rightarrow \;{\frac {E}{2}}\,\varepsilon _{xx}^{2}>0}  | {\displaystyle E>0}                         |
| Torsion           | {\displaystyle \varepsilon _{xy}\neq 0\;\rightarrow \;{\frac {2G}{2}}\,\varepsilon _{xy}^{2}>0} | {\displaystyle G={\frac {E}{2(1+\nu )}}>0}  |
| Allseitiger Druck | {\displaystyle \varepsilon _{v}\neq 0\;\rightarrow \;{\frac {K}{2}}\varepsilon _{v}^{2}>0}      | {\displaystyle K={\frac {E}{3(1-2\nu )}}>0} |

Aus den letzten beiden Bedingungen resultieren Einschränkungen für die Poissonzahl::98
{\displaystyle -1<\nu <{\frac {1}{2}}}
Bei Inkompressibilität ist ν=½ und die Volumendehnung ist unabhängig vom Druck immer null. Der Druck ergibt sich dann nicht aus einer Materialgleichung (wie {\displaystyle p=-K\,\varepsilon _{v}}), sondern rein mathematisch aus der Nebenbedingung „Inkompressibilität“, siehe #Hookesches Gesetz für inkompressible Materialien. 

### Ebener Spannungs- und Dehnungszustand
Scheiben sind ebene Flächenträger, die per Definition nur in ihrer Ebene belastet werden. Stäbe und Balken sind schlanke Träger, bei denen zwei Abmessungen klein sind gegenüber der dritten axialen. Wenn keine Belastungen senkrecht zur Ebene bzw. Längsachse dieser Träger auftreten, herrscht in ihnen ein ebener Spannungszustand (ESZ), in dem alle Spannungskomponenten senkrecht zur betrachteten Ebene vernachlässigt werden können.
Flächenträger, die auch senkrecht zu ihrer Ebene belastet werden, bezeichnet man als Platten. Ist diese Platte so dick, dass sie durch die senkrecht auf sie wirkende Belastung nicht merklich zusammengedrückt wird, herrscht in ihrer Ebene ein ebener Verzerrungszustand (EVZ), in dem alle Verzerrungskomponenten senkrecht zur betrachteten Ebene vernachlässigt werden können.
Stäbe, Balken, Scheiben und Platten sind im Maschinenbau und Bauwesen weit verbreitete Konstruktionselemente. Daher lohnt es sich, die Elastizitätsbeziehung für den ESZ und EVZ aufzuschreiben.

#### Ebener Spannungszustand
Der ESZ entspricht in obiger Beziehung der Bedingung {\displaystyle \sigma _{xz}=\sigma _{yz}=\sigma _{zz}=0}. Dadurch vereinfacht sich die Elastizitätsbeziehung zu
{\displaystyle \left({\begin{array}{c}\varepsilon _{xx}\\\varepsilon _{yy}\\2\varepsilon _{xy}\end{array}}\right)={\frac {1}{E}}\left({\begin{array}{ccc}1&-\nu &0\\-\nu &1&0\\0&0&2(1+\nu )\end{array}}\right)\left({\begin{array}{c}\sigma _{xx}\\\sigma _{yy}\\\sigma _{xy}\end{array}}\right)}
bzw.
{\displaystyle \left({\begin{array}{c}\sigma _{xx}\\\sigma _{yy}\\\sigma _{xy}\end{array}}\right)={\frac {E}{1-\nu ^{2}}}\left({\begin{array}{ccc}1&\nu &0\\\nu &1&0\\0&0&{\frac {1-\nu }{2}}\end{array}}\right)\left({\begin{array}{c}\varepsilon _{xx}\\\varepsilon _{yy}\\2\varepsilon _{xy}\end{array}}\right)}
und {\displaystyle \varepsilon _{zz}=-{\frac {\nu }{1-\nu }}(\varepsilon _{xx}+\varepsilon _{yy})=-{\frac {\nu }{E}}(\sigma _{xx}+\sigma _{yy})}.

#### Ebener Verzerrungszustand
Im EVZ gilt {\displaystyle \varepsilon _{xz}=\varepsilon _{yz}=\varepsilon _{zz}=0}. Hieraus können dann folgende Zusammenhänge abgeleitet werden:
{\displaystyle \left({\begin{array}{c}\varepsilon _{xx}\\\varepsilon _{yy}\\\varepsilon _{xy}\end{array}}\right)={\frac {1}{2\mu }}\left({\begin{array}{ccc}1-\nu &-\nu &0\\-\nu &1-\nu &0\\0&0&1\end{array}}\right)\left({\begin{array}{c}\sigma _{xx}\\\sigma _{yy}\\\sigma _{xy}\end{array}}\right)}.
bzw.
{\displaystyle \left({\begin{array}{c}\sigma _{xx}\\\sigma _{yy}\\\sigma _{xy}\end{array}}\right)={\frac {2\mu }{1-2\nu }}\left({\begin{array}{ccc}1-\nu &\nu &0\\\nu &1-\nu &0\\0&0&1-2\nu \end{array}}\right)\left({\begin{array}{c}\varepsilon _{xx}\\\varepsilon _{yy}\\\varepsilon _{xy}\end{array}}\right)}
mit {\displaystyle \sigma _{zz}=\nu (\sigma _{xx}+\sigma _{yy})=\lambda (\varepsilon _{xx}+\varepsilon _{yy})}.

### Hookesches Gesetz in Zylinderkoordinaten
In Zylinderkoordinaten mit Abstand zur z-Achse {\displaystyle r}, Winkelkoordinate {\displaystyle \theta }, Höhenkoordinate {\displaystyle z} und Lamé-Konstanten {\displaystyle \mu ,\,\lambda } schreibt sich das Hookesche Gesetz::102
{\displaystyle {\begin{aligned}\vartheta =&E_{rr}+E_{\theta \theta }+E_{zz}&=&{\frac {u_{r}}{r}}+{\frac {\partial u_{r}}{\partial r}}+{\frac {1}{r}}{\frac {\partial u_{\theta }}{\partial \theta }}+{\frac {\partial u_{z}}{\partial z}},\\\sigma _{rr}=&\lambda \vartheta +2\mu {\frac {\partial u_{r}}{\partial r}},&\sigma _{\theta \theta }=&\lambda \vartheta +2\mu {\frac {1}{r}}\left({\frac {\partial u_{\theta }}{\partial \theta }}+u_{r}\right),\\\sigma _{zz}=&\lambda \vartheta +2\mu {\frac {\partial u_{z}}{\partial z}},&\sigma _{r\theta }=&\mu \left[{\frac {1}{r}}\left({\frac {\partial u_{r}}{\partial \theta }}-u_{\theta }\right)+{\frac {\partial u_{\theta }}{\partial r}}\right],\\\sigma _{rz}=&\mu \left({\frac {\partial u_{r}}{\partial z}}+{\frac {\partial u_{z}}{\partial r}}\right),&\sigma _{z\theta }=&\mu \left({\frac {1}{r}}{\frac {\partial u_{z}}{\partial \theta }}+{\frac {\partial u_{\theta }}{\partial z}}\right)\end{aligned}}}

### Hookesches Gesetz in Kugelkoordinaten
In Kugelkoordinaten mit Abstand zum Ursprung {\displaystyle \rho }, Azimut {\displaystyle \theta }, Zenitwinkel {\displaystyle \varphi } und Lamé-Konstanten {\displaystyle \lambda ,\,\mu } schreibt sich das hookesche Gesetz::102
{\displaystyle {\begin{aligned}\vartheta =&2{\frac {u_{\rho }}{\rho }}+{\frac {\partial u_{\rho }}{\partial \rho }}+{\frac {1}{\rho }}{\frac {\partial u_{\varphi }}{\partial \varphi }}+{\frac {1}{\rho \sin \varphi }}{\frac {\partial u_{\theta }}{\partial \theta }}+{\frac {u_{\varphi }}{\rho }}\cot \varphi ,\\\sigma _{\rho \rho }=&\lambda \vartheta +2\mu {\frac {\partial u_{\rho }}{\partial \rho }},\quad \sigma _{\varphi \varphi }=\lambda \vartheta +2\mu \left({\frac {1}{\rho }}{\frac {\partial u_{\varphi }}{\partial \varphi }}+{\frac {u_{\rho }}{\rho }}\right),\\\sigma _{\theta \theta }=&\lambda \vartheta +2\mu \left({\frac {1}{\rho \sin \varphi }}{\frac {\partial u_{\theta }}{\partial \theta }}+{\frac {u_{\rho }}{\rho }}+{\frac {u_{\varphi }}{\rho }}\cot \varphi \right)\\\sigma _{\rho \varphi }=&\mu \left[{\frac {1}{\rho }}\left({\frac {\partial u_{\rho }}{\partial \varphi }}-u_{\varphi }\right)+{\frac {\partial u_{\varphi }}{\partial \rho }}\right],\\\sigma _{\varphi \theta }=&\mu \left({\frac {1}{\rho \sin \varphi }}{\frac {\partial u_{\rho }}{\partial \theta }}-{\frac {u_{\theta }}{\rho }}\cot \varphi +{\frac {1}{\rho }}{\frac {\partial u_{\theta }}{\partial \varphi }}\right),\\\sigma _{\theta \rho }=&\mu \left({\frac {\partial u_{\theta }}{\partial \rho }}+{\frac {1}{\rho \sin \varphi }}{\frac {\partial u_{\rho }}{\partial \theta }}-{\frac {u_{\theta }}{\rho }}\right)\end{aligned}}}

## Kontinuumsmechanik

### Hookesches Gesetz als Tensorgleichung
Die Kontinuumsmechanik bevorzugt eine symbolische Schreibweise, die den Vorteil hat, kompakt und koordinatenunabhängig zu sein. In der Materialtheorie werden Materialmodelle als Relation zwischen Spannungstensoren und Verzerrungstensoren definiert, im linearen Bereich zwischen dem Cauchyschen Spannungstensor σ und dem linearisierten Verzerrungstensor ε.
In der linearen isotropen Elastizität kann der Spannungstensor nur von ε und seiner linearen Hauptinvariante Sp(ε) abhängen (Spur), weswegen nur zwei Materialparameter benötigt werden. Für das Modell der klassischen Theorie der linearen Elastizität existieren mehrere gleichbedeutende Formulierungen::185:97f
{\displaystyle {\begin{aligned}{\boldsymbol {\sigma }}=&2\mu \,{\boldsymbol {\varepsilon }}+\lambda \,{\rm {Sp}}({\boldsymbol {\varepsilon }})\,\mathbf {1} \\=&2G\,{\boldsymbol {\varepsilon }}^{\mathsf {D}}+K\,{\rm {Sp}}({\boldsymbol {\varepsilon }})\,\mathbf {1} \\=&{\frac {E}{1+\nu }}\left({\boldsymbol {\varepsilon }}+{\frac {\nu }{1-2\,\nu }}{\rm {Sp}}({\boldsymbol {\varepsilon }})\,\mathbf {1} \right)\end{aligned}}}
Die umgekehrten Beziehungen lauten
{\displaystyle {\begin{aligned}{\boldsymbol {\varepsilon }}=&{\frac {1}{2\mu }}{\boldsymbol {\sigma }}-{\frac {\nu }{E}}{\rm {Sp}}({\boldsymbol {\sigma }})\,\mathbf {1} \\=&{\frac {1}{2G}}{\boldsymbol {\sigma }}^{\mathsf {D}}+{\frac {1}{9K}}{\rm {Sp}}({\boldsymbol {\sigma }})\,\mathbf {1} \\=&{\frac {1+\nu }{E}}\left({\boldsymbol {\sigma }}-{\frac {\nu }{1+\nu }}{\rm {Sp}}({\boldsymbol {\sigma }})\,\mathbf {1} \right)\end{aligned}}}
Darin ist
| λ     | die erste Lamé-Konstante,                      |
| G = μ | der Schubmodul oder die zweite Lamé-Konstante, |
| K     | der Kompressionsmodul,                         |
| E     | der Elastizitätsmodul,                         |
| ν     | die Poissonzahl,                               |
| Sp    | die lineare erste Hauptinvariante (Spur),      |
| 1     | der Einheitstensor und                         |
| (…)D  | der Deviator                                   |

Bezüglich der Standardbasis können obige Tensorgleichungen als Matrizengleichungen dargestellt werden, beispielsweise wird {\displaystyle {\boldsymbol {\sigma }}=2\mu \,{\boldsymbol {\varepsilon }}+\lambda \,{\rm {Sp}}({\boldsymbol {\varepsilon }})\,\mathbf {1} } zu
{\displaystyle {\begin{pmatrix}\sigma _{11}&\sigma _{12}&\sigma _{13}\\\sigma _{12}&\sigma _{22}&\sigma _{23}\\\sigma _{13}&\sigma _{23}&\sigma _{33}\end{pmatrix}}=2\mu {\begin{pmatrix}\varepsilon _{11}&\varepsilon _{12}&\varepsilon _{13}\\\varepsilon _{12}&\varepsilon _{22}&\varepsilon _{23}\\\varepsilon _{13}&\varepsilon _{23}&\varepsilon _{33}\end{pmatrix}}+\lambda (\varepsilon _{11}+\varepsilon _{22}+\varepsilon _{33}){\begin{pmatrix}1&0&0\\0&1&0\\0&0&1\end{pmatrix}}}.
Die Gleichung ist komponentenweise zu verstehen, z. B. gilt {\displaystyle \sigma _{11}=2\mu \varepsilon _{11}+\lambda (\varepsilon _{11}+\varepsilon _{22}+\varepsilon _{33}){\cdot }1}. Diese Komponenten können allgemein mit der Einsteinschen Summenkonvention aufgeschrieben werden, derzufolge über doppelt vorkommende Indizes von eins bis drei zu summieren ist:
{\displaystyle \sigma _{ij}=2\mu \,\varepsilon _{ij}+\lambda \,(\varepsilon _{kk})\,\delta _{ij}}
Der Einheitstensor wird hier durch das Kronecker-Delta δ repräsentiert.

### Hookesches Gesetz für inkompressible Materialien
In inkompressiblen Materialien verschwindet die Volumendehnung εv überall und jederzeit. Die Volumendehnung ist gleich der ersten Hauptinvariante (Spur) des Verzerrungstensors, die bezüglich der Standardbasis
εv = Sp(ε) = ε11 + ε22 + ε33
lautet, siehe den vorangegangenen Abschnitt #Hookesches Gesetz als Tensorgleichung, und die Dehnung εv ist hier null. Beim Zugversuch in 1-Richtung ist ε22 = ε33 = −ν·ε11 und daher
εv = (1 − 2ν) ε11 = 0
Bei Inkompressibilität ist ν = ½, E = 2(1 + ν) μ = 3μ, und der Kompressionsmodul ist nicht mehr definiert. Das Materialgesetz gilt nur noch für den gestaltändernden, volumenerhaltenden, kurz deviatorischen Anteil:
σD = 2μ ε
Der Kugelanteil des Spannungstensors ist der Drucktensor −p·1, der sich aus der Nebenbedingung Sp(ε) = 0. ergibt. Damit lautet die Spannungs-Dehnungs-Beziehung:101
σ = −p 1 + 2μ ε, Sp(ε) = 0
Im  Zugversuch in 1-Richtung gibt es beispielsweise nur eine (vorgegebene) Normalspannung in 1-Richtung und Schubspannungen treten nicht auf. Die Spur der Spannungs-Dehnungs-Beziehung liefert den Druck:
Sp(σ) = σ11 = −p Sp(1) = −3p
Die 11-Komponente der Materialgleichung gibt die axiale Normaldehnung ε11:
σ11 = −p + 2μ ε11 = ⅓ σ11 + 2μ ε11 → σ11 = 3μ ε11 = E ε11
Die anderen Normaldehnungen ergeben sich aus der Querkontraktion mit ν = ½. 

### Formänderungsenergie
Die Formänderungsenergie ist beim hookschen Material gegeben durch::366
{\displaystyle w={\frac {1}{2}}{\rm {Sp}}({\boldsymbol {\sigma }}{\boldsymbol {\varepsilon }})=\mu \,{\rm {Sp}}({\boldsymbol {\varepsilon }}{\boldsymbol {\varepsilon }})+{\frac {\lambda }{2}}{\rm {Sp}}({\boldsymbol {\varepsilon }})^{2}={\frac {1}{4\mu }}{\rm {Sp}}({\boldsymbol {\sigma }}{\boldsymbol {\sigma }})-{\frac {\nu }{2E}}{\rm {Sp}}({\boldsymbol {\sigma }})^{2}}
Mit der Spur wird auch das Frobenius-Skalarprodukt „:“ von Tensoren definiert:
A:B := Sp(A⊤·B)
Damit schreibt sich die Formänderungsenergie
{\displaystyle w={\frac {1}{2}}{\boldsymbol {\sigma }}:{\boldsymbol {\varepsilon }}=\mu \,{\boldsymbol {\varepsilon }}:{\boldsymbol {\varepsilon }}+{\frac {\lambda }{2}}({\boldsymbol {\varepsilon }}:\mathbf {1} )^{2}={\frac {1}{4\mu }}{\boldsymbol {\sigma }}:{\boldsymbol {\sigma }}-{\frac {\nu }{2E}}({\boldsymbol {\sigma }}:\mathbf {1} )^{2}}
Denn aus der Formänderungsenergie ergibt sich die Materialantwort aus der Ableitungsfunktion
{\displaystyle {\boldsymbol {\sigma }}={\frac {{\rm {d}}w({\boldsymbol {\varepsilon }})}{{\rm {d}}{\boldsymbol {\varepsilon }}}}}   bzw.   {\displaystyle {\boldsymbol {\varepsilon }}={\frac {{\rm {d}}w({\boldsymbol {\sigma }})}{{\rm {d}}{\boldsymbol {\sigma }}}}}
| Beweis |
| Beispielsweise lautet die Ableitung der Formänderungsenergie nach den Dehnungen {\displaystyle {\begin{aligned}\left.{\frac {{\rm {d}}w({\boldsymbol {\varepsilon }}+s\mathbf {H} )}{{\rm {d}}s}}\right\|_{s=0}=&{\frac {\rm {d}}{{\rm {d}}s}}\left[\mu \,({\boldsymbol {\varepsilon }}+s\mathbf {H} ):({\boldsymbol {\varepsilon }}+s\mathbf {H} )+{\frac {\lambda }{2}}{\big (}({\boldsymbol {\varepsilon }}+s\mathbf {H} ):\mathbf {1} {\big )}^{2}\right]_{s=0}\\=&\left[\mu \,\mathbf {H} :({\boldsymbol {\varepsilon }}+s\mathbf {H} )+\mu \,({\boldsymbol {\varepsilon }}+s\mathbf {H} ):\mathbf {H} +\lambda {\big (}({\boldsymbol {\varepsilon }}+s\mathbf {H} ):\mathbf {1} {\big )}\mathbf {H} :\mathbf {1} \right]_{s=0}\\=&\mu \,\mathbf {H} :{\boldsymbol {\varepsilon }}+\mu \,{\boldsymbol {\varepsilon }}:\mathbf {H} +\lambda ({\boldsymbol {\varepsilon }}:\mathbf {1} )\mathbf {1} :\mathbf {H} \\=&{\big (}2\mu \,{\boldsymbol {\varepsilon }}+\lambda ({\boldsymbol {\varepsilon }}:\mathbf {1} )\mathbf {1} {\big )}:\mathbf {H} \\\rightarrow {\frac {{\rm {d}}w({\boldsymbol {\varepsilon }})}{{\rm {d}}{\boldsymbol {\varepsilon }}}}=&2\mu \,{\boldsymbol {\varepsilon }}+\lambda \,({\boldsymbol {\varepsilon }}:\mathbf {1} )\,\mathbf {1} =2\mu \,{\boldsymbol {\varepsilon }}+\lambda \,{\rm {Sp}}({\boldsymbol {\varepsilon }})\,\mathbf {1} ={\boldsymbol {\sigma }}\end{aligned}}} |

Das hookesche Gesetz definiert demnach das lineare hyperelastische Material.

### Elastizitätstensor
Der Elastizitätstensor ist die Ableitung der Spannungen nach den Verzerrungen und ist hier eine Konstante:
{\displaystyle \mathbb {C} ={\frac {{\rm {d}}{\boldsymbol {\sigma }}}{{\rm {d}}{\boldsymbol {\varepsilon }}}}=2\mu \,\mathbb {I} +\lambda \,\mathbf {1} \otimes \mathbf {1} }
Darin ist {\displaystyle \mathbb {I} } der Einheitstensor vierter Stufe und „⊗“ das dyadische Produkt. Aufgrund der Linearität ergibt sich das durch „Ausklammern“:
{\displaystyle {\begin{aligned}{\boldsymbol {\sigma }}&=2\mu \,{\boldsymbol {\varepsilon }}+\lambda \,{\rm {Sp}}({\boldsymbol {\varepsilon }})\,\mathbf {1} \\&=:2\mu \,\mathbb {I} :{\boldsymbol {\varepsilon }}+\lambda \,({\boldsymbol {\varepsilon }}:\mathbf {1} )\,\mathbf {1} \\&=:2\mu \,\mathbb {I} :{\boldsymbol {\varepsilon }}+\lambda \,(\mathbf {1} \otimes \mathbf {1} ):{\boldsymbol {\varepsilon }}\\&=(2\mu \,\mathbb {I} +\lambda \,\mathbf {1} \otimes \mathbf {1} ):{\boldsymbol {\varepsilon }}\\&=\mathbb {C} :{\boldsymbol {\varepsilon }}\end{aligned}}}
Seine Inverse lautet
{\displaystyle \mathbb {S} :=\mathbb {C} ^{-1}={\frac {{\rm {d}}{\boldsymbol {\varepsilon }}}{{\rm {d}}{\boldsymbol {\sigma }}}}={\frac {1}{2G}}\,\mathbb {I} -{\frac {\nu }{E}}\,\mathbf {1} \otimes \mathbf {1} }
Die Formänderungsenergie schreibt sich mit dem Elastizitätstensor:
w(ε) = 1⁄2 ε:ℂ:ε
oder
w(σ) = 1⁄2 σ:𝕊:σ

### Erweiterung auf große Deformationen
Das Prinzip der materiellen Objektivität erfordert, dass ein Materialmodell der Elastizität in der lagrangeschen Betrachtungsweise formuliert wird, üblicher Weise mit dem zweiten Piola-Kirchhoff’schen-Spannungstensor {\displaystyle {\tilde {\mathbf {T} }}} und dem Green’schen Verzerrungstensor E:
{\displaystyle {\tilde {\mathbf {T} }}=2G\left({\mathbf {E} }+{\frac {\nu }{1-2\,\nu }}{\rm {Sp}}({\mathbf {E} })\mathbf {1} \right)}
Jedes Modell der isotropen Hyperelastizität, das mit den beiden Tensoren {\displaystyle {\tilde {\mathbf {T} }},{\mathbf {E} }} formuliert wird, geht bei physikalischer Linearisierung in dieses Gesetz über.:365 Bei geometrischer Linearisierung geht zusätzlich {\displaystyle {\tilde {\mathbf {T} }}} in den Cauchyschen Spannungstensor σ und E in den linearisierten Verzerrungstensor ε über.